# Екипи на ЦСКА
Основния цвят на екипите на ЦСКА от обединението на Чавдар със Септември е червен. Като втори цвят с течение на времето става бялото като през определени периоди то временно замества червеното като основен цвят. През годините е използван и черния цвят (предимно като втори цвят в екипа или за трети екипи). Други цветове които могат да се видят на екипите на ЦСКА са сив, жълт, оранжев и зелен но те са само в отделни случаи и предимно в цветовата гама на третите екипи.

## Екипи през 50-те
Първите екипи с които отбора играе на финала за държавното първенсто през 1948 година срещу Левски София са червени фланелки, бели гащета и червени чорапи. Фланелките са шпиц с якичка и без клубната емблема.
Следващите десетина години що се отнася до цветовата гама на фланелкита, разнообразието е огромно. Освен чисто червените съществуват още три модела. Използват се бели, черни и червени гащета като клубната емблема се появява отначало вляво, а после и в средата на екипа.
|                         | Екипировка |
| ----------------------- | ---------- |
| неизвестен производител |            |
| Основен спонсор         |            |
| няма                    |            |

## Екипи през 60-те
Този период се характеризира със значително разнообразие на цветовата гама като в един момент червения цвят дори е напът да отстъпи първостепенното си място. Кройката е класическа. Фланелките са свободни по тялото а дължина на гащетата е сведена до нормални размери.
В началото на 60-те чисто белите екипи се превръщат в абсолютен хит. Емблемата е в средата на височината на гърдите. Освен белите екипи голяма популярност добиват и фланелките с червено-бели вертикални райета. В средата на 60-те години този тип фланелки се превръщат в един вид основен екип на тима. Това важи особено за 1964 и 1965 г. Чисто червените екипи обаче не изчезват напълно. През втората половина на десетилетието те постепенно се превръщат в класика и тотално печелят битката с конкуренцията.
|                         | Екипировка |
| ----------------------- | ---------- |
| неизвестен производител |            |
| Основен спонсор         |            |
| няма                    |            |

## Екипи през 70-те
В началото на 70-те години се използват изцяло червени фланелки без никакви допълнителни елементи по тях. Кройката им е по тялото, но не е прекалено вталена. Малко по-късно се появява следващият модел. Той е в две разновидности – с деколте по врата и шпиц. В средата на 70-те започва доставката на екипировка от чужбина. Първоначално клубът се ориентира към Adidas и с много малки изключения използва неговата продукция. До края на 80-те „армейците“ неизменно поръчват един от класическите модели на фирмата. Емблемата през някои периоди липсва, но иначе запазва мястото си в средата на фланелките. В отделни мачове се използват екипи които не са присъщи за символиката на ЦСКА. В мача с Аякс се използват зелени фланелки, а в мач с Динамо Киев половината фланелка е бяла, а другата половина червена
|                 | Екипировка |
| --------------- | ---------- |
| Адидас          |            |
| Основен спонсор |            |
| няма            |            |

## Екипи през 80-те
В началото на този период клубът продължава да използва екипировка на Adidas. Моделите по нищо не се различават в сравнение с тези от края на 70-те години. Клубната емблема отпада от екипировката. През 1983 клубът сменя доставчика и се ориентира към Puma. Интересно е да се отбележи, че хората от Puma също не поставят клубната емблема, но за сметка на това щамповат огромен надпис „CSKA“ върху който впоследствие е прилепена кръпка с надпис „ЦСКА“. През сезон 85 – 86, когато отборът е прекръстен на Средец клубът се връща към Адидас макар и да използва по-стари модели. От следващия сезон се използват познатите екипи с трите линии по ръкавите, които са запазена марка на концерна. До края на периода ситуацията не се променя и отбора играе без клубна емблема. Важен факт е, че през целия период червеното запазва статута си на основен цвят, а до бяло се прибягва единствено в случаите, когато съперника използва същата цветова символика.
|                 | Екипировка |
| --------------- | ---------- |
| Адидас          |            |
| Основен спонсор |            |
| няма            |            |

|                 | Екипировка |
| --------------- | ---------- |
| Пума            |            |
| Основен спонсор |            |
| няма            |            |

### Екипи за сезон 1989 – 1990
През сезон 1989 – 90 се използват два вида екипи с марка Adidas. От началото на 1990 спонсор е Comco
Дизайн 1:
- Изцяло червен екип с бяла яка и три бели ленти на ръкавите
- Изцяло бял екип с червена яка и три червени ленти на ръкавите

Дизайн 2:
- Изцяло червен екип с бяла яка и три бели ленти на раменете и бяла лента на ръкавите
- Изцяло бял екип с червена яка и три червени ленти на раменете и червена лента на ръкавите

|                 | Екипировка |
| --------------- | ---------- |
| Адидас          |            |
| Основен спонсор |            |
| няма            |            |

|                 | Екипировка |
| --------------- | ---------- |
| Адидас          |            |
| Основен спонсор |            |
| 1990 – Comco    |            |

## Екипи през 90-те

### Екипи за сезон 1990 – 1991
През сезон 1990 – 91 се използват екипи с марка Adidas. Основен спонсор на отбора е Sintofarm
- Изцяло червен екип с бяла яка и три бели ленти на раменете и две бяла лента на ръкавите
- Изцяло бял екип с червена яка и три червени ленти на раменете и две червена лента на ръкавите

Използва се и алтернативен зимен екип за домакинство:
- 2/3 от дясната и централната страна са червени, 1/3 от лявата страна е бяла с 3 червени вертикални линии

|                 | Екипировка |
| --------------- | ---------- |
| Адидас          |            |
| Основен спонсор |            |
| Sintofarm       |            |

### Екипи за сезон 1991 – 1992
През сезон 1991 – 92 се използват три типа екипи единият от италианския производител ABM (в началото на сезона) и Umbro през останалат част. Основен спонсор на отбора е Sintofarm.
ABM:
- Изцяло червен екип с червено-бяла яка и бяла лента с червени елементи на ръкавите
- Втория екип е неизвестен

Umbro:
- Изцяло червен екип с бяла яка
- Изцяло бял екип с червена яка

Umbro:
- Червено и бяло на ромбове

|                 | Екипировка |
| --------------- | ---------- |
| Неизвестен      |            |
| Основен спонсор |            |
| Sintofarm       |            |

|                 | Екипировка |
| --------------- | ---------- |
| Umbro           |            |
| Основен спонсор |            |
| Sintofarm       |            |

### Екипи през сезон 1992 – 1993
За сезон 1992 – 93 се използват екипи с марка Errea с два различни дизайна. Основен спонсор на отбора е Sintofarm
Дизайн 1:
- Червен екип с бели триъгълни райета по десният ръкав и дясното рамо

Дизайн 2:
- Бял екип с червена начупена линия през гърдите и през лявата страна на шортите

|                 | Екипировка |
| --------------- | ---------- |
| Errea           |            |
| Основен спонсор |            |
| Sintofarm       |            |

### Екипи през сезон 1993 – 1994
За сезон 1993 – 94 се използват екипи с марка Errea. Основен спонсор на отбора е Sintofarm
- Червен екип с бели вертикални райета и бели шорти

|                 | Екипировка |
| --------------- | ---------- |
| Errea           |            |
| Основен спонсор |            |
| Sintofarm       |            |

### Екипи през периода 1995 – 1996
През сезон 1995/96 г. се използват екипи с марка Lotto. Основен спонсор на отбора е Sintofarm
- Първият екип е изцяло червен с бяла яка
- Вторият екип е изцяло бял с червена яка

|                 | Екипировка |
| --------------- | ---------- |
| Lotto           |            |
| Основен спонсор |            |
| Sintofarm       |            |

### Екипи през сезон 1996 – 1997
Използвани са екипи на немския гигант Puma. Използвани са две дизайна екипи. С тези екипи ЦСКА печели 28-ата си титла и Купата на България
Дизайн 1:
- Първият екип е червен с бели и червени райета на ръкавите
- Вторият екип е бял с бели и червени райета на ръкавите

Дизайн 2:
- Първият екип е червен с бели ивици на ръкавите с червени орнаменти
- Вторият екип е бял с червени ивици на ръкавите с бели орнаменти

|                 | Екипировка |
| --------------- | ---------- |
| Пума            |            |
| Основен спонсор |            |
| Multigroup      |            |

|                 | Екипировка |
| --------------- | ---------- |
| Пума            |            |
| Основен спонсор |            |
| Multigroup      |            |

### Екипи през сезон 1997 – 1998
Екипи на Puma. Отново два дизайна
Дизайн 1:
- Първият екип е червен с бели и червени райета на гърдите
- Вторият екип е бял с бели и червени райета на гърдите

Дизайн 2:
- Първият екип е червен с оранжеви ръкави и бели шестоъгълници
- Вторият екип е бял с червени орнаменти на ръкавите

|                 | Екипировка |
| --------------- | ---------- |
| Пума            |            |
| Основен спонсор |            |
| Multigroup      |            |

|                 | Екипировка |
| --------------- | ---------- |
| Пума            |            |
| Основен спонсор |            |
| Multigroup      |            |

### Екипи през сезон 1998 – 1999
Екипи на Puma. Два дизайна. С тези екипи ЦСКА печели Купата на България
Дизайн 1:
- Първият екип е червен с бяла ивица от единия ръкав до другия минаваща през гърдите прекъсната в центъра
- Вторият екип е бял с червена ивица от единия ръкав до другия минаваща през гърдите прекъсната в центъра

Дизайн 2:
- Първият екип е червен с бели ивици отстрани на фланелката
- Втория екип е бял с червени ивици отстрани на фланелката

|                 | Екипировка |
| --------------- | ---------- |
| Пума            |            |
| Основен спонсор |            |
| Multigroup      |            |

|                 | Екипировка |
| --------------- | ---------- |
| Пума            |            |
| Основен спонсор |            |
| Multigroup      |            |

### Екипи през сезон 1999 – 2000
Екипи на Puma. Отново два дизайна
Дизайн 1 – същия като Дизайн 2 от предния сезон:
- Първият екип е червен с бели ивици отстрани на фланелката
- Вторият екип е бял с червени ивици отстрани на фланелката

Дизайн 2 – същия като дизайн 1 от 1997 – 1998:
- Първият екип е червен с бели и червени райета на гърдите
- Втория екип е бял с бели и червени райета на гърдите

|                 | Екипировка |
| --------------- | ---------- |
| Пума            |            |
| Основен спонсор |            |
| няма            |            |

|                 | Екипировка |
| --------------- | ---------- |
| Пума            |            |
| Основен спонсор |            |
| няма            |            |

## Екипи след 2000 г.

### Екипи през сезон 2000 – 2001
През този сезон са използвани екипи на американската фирма Nike, но екипите са закупувани ат представителния магазин на производителя, а не е сключван договор с него. През сезон се играе с две разцветки на един и същи модел екип едната за летните, а другата за зимните екипи.
Летен екип:
- Първият екип е червен с бели ивици
- Вторият екип е бял с червени ивици

Зимен Екип:
- Първият екип е червен с бели ръкави и черни ивици
- Вторият екип би трябвало да е бял с червени ръкави и бели ивици но няма сведения

|                 | Екипировка |
| --------------- | ---------- |
| Найки           |            |
| Основен спонсор |            |
| няма            |            |

### Екипи през периода 2001 – 2003
В началото на 2001 г. е сключен договор с италианската фирма Lotto за доставка на екипи. С този екип ЦСКА играе през пролетния полусезон на сезон на сезон 2000 – 01 и през сезони 2001 – 02 и 2002 – 03 когато става шампион за 29 път. С този екип ЦСКА изиграва важните мачове с Шахтьор Донетск, Блекбърн и при победата над Левски с 3 – 0 през 2002 г. През периода отборът няма спонсор освен за мачовете за Купата на УЕФА през сезон 2001 – 2002 когато спонсор е Sintofarm.
- Първият екип е червен с бели и черни ивици
- Вторият екип е бял с червени и черни ивици
- Третият екип е оранжево-зелен но никога не е използван

|                                   | Екипировка |
| --------------------------------- | ---------- |
| Лото                              |            |
| Основен спонсор                   |            |
| 2001 за Евротурнирите – Sintofarm |            |

### Екипи през сезон 2003 – 2004
За сезон 2003 – 2004 е сключен договор с Asics за доставка на екипи. Тук екипите са два вида като в някои мачове се използва и среден вариант между тях – червена фланелка – бели гащета и бяла фланелка – червени гащета. Титулярния екип е иззяло червен с тънки бели линии по ръкавите и гащетата. За мачовете от евротурнирете се появява и логото на Трансимпекс с които се играят злаполучните мачове срещу Галатасарай от третия предварителен кръг за влизане в Шампионска лига.
- Първият екип е червен с бели ивици
- Вторият екип е бял с червени ивици

|                                    | Екипировка |
| ---------------------------------- | ---------- |
| Asics                              |            |
| Основен спонсор                    |            |
| 2003 за Евротурнирите – Transimpex |            |

### Екипи през сезон 2004 – 2005
Сключен е договор с немската фирма Uhlsport за доставка на екипи на отбора. Контрактът е за 3 години. С тези екипи ЦСКА става шампион за 30 път.
- Първият екип е червен с бели ивици
- Вторият екип е бял с червени ивици

|                  | Екипировка |
| ---------------- | ---------- |
| Uhlsport Impulse |            |
| Основен спонсор  |            |
| няма             |            |

### Екипи през сезон 2005 – 2006
През 2005 отново са използани екипи Uhlsport като дизайна на екипа става много популярен особено третия екип с който ЦСКА победи Ливърпул, и отстрани Байер (Леверкузен). През септември 2005 година се сключва договор с Vivatel и така 3-тия GSM оператор става официален спонсор на клуба и неговото лого се изписва на фланелките на отбора.
- Първият екип е червен с тъмно червени ръкави и ивици и с бели ивици
- Вторият екип е раиран с бели и червени райета и бели шорти с червени ивици отстрани
- Третият екип е черен с бели и червени ивици и сиви ръкави

|                    | Екипировка |
| ------------------ | ---------- |
| Uhlsport Precision |            |
| Основен спонсор    |            |
| Vivatel            |            |

### Екипи през сезон 2006 – 2007
През 2006 – 07 са използани екипи Uhlsport с еднакъв дизайн. Екипите са доставени едва през месец септември за това в първите кръгове ЦСКА играе с екипите от предната година.
- Първият екип е червен с бели ивици
- Вторият екип е бял с червени ивици
- Третият екип е сив с червени ивици и черни шорти

|                  | Екипировка |
| ---------------- | ---------- |
| Uhlsport Chimera |            |
| Основен спонсор  |            |
| Vivatel          |            |

### Екипи през сезон 2007 – 2008
През 2007 са използани екипи Uhlsport с еднакъв дизайн. С този екип ЦСКА става шампион за 31 път.
- Първият екип е червен с бели ивици
- Вторият екип е бял с червени ивици
- Третият екип е черен с червени ивици

|                 | Екипировка |
| --------------- | ---------- |
| Uhlsport Mythos |            |
| Основен спонсор |            |
| Vivatel         |            |

### Екипи през сезон 2008 – 2009
През 2008 са използани екипи Uhlsport. Първоначално от клубът обявяват, че са сключили предварителен договор с Пума за спонсорство и доставка на екипировка, но впоследствие след предложена по-добра оферта от Uhlsport се сключва тригодишен договор с тях. След клаузите в договора са и отваряне на фенмагазини на ЦСКА из цялата страна и създаване на спортни продукти с марка ЦСКА. С този екип ЦСКА печели Суперкупата на България за 2008 г. През сезона се забелязва леко разчупване на екипа, като в някой от мачовете отборът излиза с разменена комбинация от екипите – червена фланелка и бели шорти и чорапи, червени фланелка и чорапи и бели шорти, бяла фланелка и червени шорти и чорапи, бели фланелка и чорапи и червени шорти. Тъй като ЦСКА не участва в евротурнирите за вътрешното първенство се използват само 2 екипа.
- Първият екип е червен с бели елементи
- Вторият екип е бял с червени елементи

|                   | Екипировка |
| ----------------- | ---------- |
| Uhlsport Momentum |            |
| Основен спонсор   |            |
| няма              |            |

### Екипи през сезон 2009 – 2010
През 2009 и 2010 отборът играе отново с Uhlsport. Поръчани са три разцветки от моделът Инфинити. Основното този сезон е цветът на третия екип. За първи път от мачовете с Монако през 1985 г. насам за трети екип на ЦСКА се използва златният цвят.
- Първият екип е червена фланелка с бели елементи, бели шорти с червени линии и червени чорапи
- Вторият екип е бяля фланелка с червени елементи, червени шорти с бели линии и бели чорапи
- Третият екип е фланелка и шорти в цвят „старо злато“ с бели елементи и линии и червени чорапи

|                  | Екипировка |
| ---------------- | ---------- |
| Улшпорт Infinity |            |
| Основен спонсор  |            |
| Глобул           |            |

### Екипи през сезон 2010 – 2011
През 2011 отборът играе отново с Uhlsport. Поръчани са две разцветки от моделът Прогресив.
- Първият екип е червена фланелка с бяла лента, бели шорти с червена лента и червени чорапи
- Вторият екип е бяля фланелка с червена лента, червени шорти с бяла лента и бели чорапи

|                    | Екипировка |
| ------------------ | ---------- |
| Улшпорт Progressiv |            |
| Основен спонсор    |            |
| Глобул             |            |

### Екипи през сезон 2011 – 2012
През сезон 2011/12 ЦСКА подписват с Kappa. Поръчани са три разцветки от моделът KOMBAT 2011.
- Първият екип е изчистена червена фланелка с бели емблеми на Kappa по ръкавите, бели шорти с червени Kappa емблеми и червени чорапи с бели емблеми
- Вторият екип е изчистена бяла фланелка с червени емблеми на Kappa по ръкавите, червени шорти с бели Kappa емблеми и бели чорапи с червени емблеми
- Третият екип е изчистена черна фланелка, черни шорти и черни чорапи всички с бели емблеми Kappa

|                   | Екипировка |
| ----------------- | ---------- |
| Kappa Kombat 2011 |            |
| Основен спонсор   |            |
| Глобул            |            |

### Екипи през сезон 2012 – 2013
През сезон 2012/13 ЦСКА подписва с италианската фирма Legea. Поръчани са три разцветки от моделът Toledo. Фланелката е с три диагонални линии с различни ширини поставени на 30 градуса от лавото рамо към десния долен край на фланелката. Едноцветни шорти и чорапи. В предсезонната подготовка емблемата на ЦСКА е поставена отдясно, но след протести от страна на феновете е върната отляво високо над лентите. Надписът на спонсора Глобул също е поставен под ъгъл върху най-широката бяла лента.
- Първият екип е червена фланелка с бели ленти, златни кантове, златни емблеми Legea и златен номер и име на футболиста на гърба. Бели шорти и червени чорапи.
- Вторият екип е бяла фланелка с червени бенти, златни кантове, златни емблеми Legea и червен номер и име на футболиста на гърба. Червени шорти и бели чорапи.
- Третият екип е черна фланелка с бели ленти, златни кантове, златни емблеми Legea и златен номер и име на футболиста на гърба. Черни шорти и чорапи.

|                 | Екипировка |
| --------------- | ---------- |
| Legea Toledo    |            |
| Основен спонсор |            |
| Глобул          |            |

### Екипи през периода септември 2013 – ноември 2014
През сезон 2013/14 ЦСКА отново носи екипи на Legea. В началото на сезона се използват екипите от миналия сезон, но от септември отборът заиграва с нови екипи. Екипът е направен специално по поръчка на ЦСКА. Фланелката е едноцветна с малка ивица на дясното рамо, яка и в края на ръкавите във втори цвят. На гърба на яката има надпис ЦСКА. Едноцветни шорти с малка ивица най-долу от двете страни и едноцветни чорапи. Отново същия дизайн на екипа е използван и през есента на сезон 2014/15, когато на гърба над номера се появява логото на EFBet, а имената на футболистите са преместени под номера.
- Първият екип е червена фланелка с бели ленти, яка, и край на ръкавите, бяло-черни емблеми Legea и бял номер и име на футболиста на гърба. Червени шорти с бели ивици и чорапи.
- Вторият екип е бяла фланелка с червени ленти, яка, и край на ръкавите, червено-черни емблеми Legea и червен номер и име на футболиста на гърба. Бели шорти с червени ивици и чорапи.

|                            | Екипировка |
| -------------------------- | ---------- |
| Legea по специална поръчка |            |
| Основен спонсор            |            |
| няма                       |            |

### Екипи през периода ноември 2014 – лято 2015
През сезон 2014/15 ЦСКА отново носи екипи на Legea. През по-голямата част от есента на 2014 се използват старите екипи. През ноември 2014 са доставени новите. Фланелката за домакин е червена с бял шеврон (V образен символ) на гърдите, V образна яка с двойни бели линии и двойни бели линии на края на ръкавите. На гърба под яката има надпис ЦСКА, над номера е логото на спонсора EFBet, а имената на футболистите са под номера. Шортите са изяло червени, а чорапите са червени с бял шеврон и надписи Legea и ЦСКА.
- Първият екип е червена фланелка с бял шеврон, бяла яка, бели ленти на края на ръкавите, бяло-черни емблеми Legea и бял номер и име на футболиста на гърба. Червени шорти и червени чорапи с бял шеврон.
- Вторият екип е бяла фланелка с червен шеврон, червена яка, червени ленти на края на ръкавите, червено-черни емблеми Legea и червени номер и име на футболиста на гърба. Бели шорти и бели чорапи с червен шеврон.

|                  | Екипировка |
| ---------------- | ---------- |
| Legea Vittoria   |            |
| Основен спонсор  |            |
| EFBET (на гърба) |            |

### Екипи през сезон 2015 – 2016
За сезон 2015/16 ЦСКА подписва тригодишен договор с италианската марка Lotto. Екипировката за отбора и ДЮШ е безплатна. Доставени са екипи от модела Extra Evo за първи екип, Vertigo Evo за втори и Team Evo за трети. На гърба на екипите има нашивка която гласи „Още от дете, запали моето сърце...“ рефрен който се пее от феновете на отбора по време на мачове.
- Първият екип е червена фланелка с бяла яка, бели елементи на края на ръкавите. Червени шорти с бели емблеми на Lotto и червени чорапи.
- Вторият екип е бяла фланелка с червени райета. Бели шорти с червени емблеми на Lotto и бели чорапи.
- Третият екип е черна фланелка. Черни шорти и черни чорапи.

|                  | Екипировка |
| ---------------- | ---------- |
| Lotto Extra EVO  |            |
| Основен спонсор  |            |
| EFBET (на гърба) |            |

### Екипи през сезон 2016 – 2017
С промените в административното дружество на отбора за сезон 2016/17 е избрана екипировка на немския концерн Adidas. За предсезонната подготовка и първия мач е използван екип mi Morona с червени фланелка, шорти и чорапи с бели ленти Adidas на тях. За сезона са избрани екипи mi Condivo, които се използват от втория кръг. След подписването на договор с Мобилтел ЕАД е поставен надпис Mtel. Алтернателно на белите шорти са използвани червените от тренировъчния екип, а след ноември 2016 са поръчани нови червени шорти с бели ленти Adidas за използване в мачовете в които не може да се използват белите.
- Първият екип е червена фланелка с бели ленти Adidas отстрани, 2 бели вертикални ленти прекъснати в средата образуващи шеврон и бели краища на ръкавите. Бели шорти с червени ленти Adidas и червени чорапи с бели ленти Adidas и бял надпис CSKA.
- Вторият екип е бяла фланелка с червени ленти Adidas отстрани, 2 червени вертикални ленти прекъснати в средата образуващи шеврон и червени краища на ръкавите. Бели шорти с червени ленти Adidas и бели чорапи с червени ленти Adidas и червен надпис CSKA.

|                        | Екипировка |
| ---------------------- | ---------- |
| Adidas mi Condivo      |            |
| Основен спонсор        |            |
| Mtel WINBET (на гърба) |            |

### Екипи през сезон 2017 – 2018
За сезон 2017/18 отново е избрана екипировка на Adidas. За сезона са избрани екипи mi Tiro17.
- Първият екип е червена фланелка с бели ленти Adidas отстрани, тънки бели вертикални райета и тънка бяла линия на раменете. Бели шорти с червени ленти Adidas и червени чорапи с бели ленти Adidas.
- Вторият екип е бяла фланелка с червени ленти Adidas отстрани, тънки червени вертикални райета и тънка червена линия на раменете. Червени шорти с бели ленти Adidas и бели чорапи с червени ленти Adidas.
- Третият екип е черна фланелка с червени ленти Adidas отстрани, тънки червени вертикални райета и тънка червена линия на раменете. Черни шорти с червени ленти Adidas и черни чорапи с червени ленти Adidas.

|                        | Екипировка |
| ---------------------- | ---------- |
| Adidas mi Tiro17       |            |
| Основен спонсор        |            |
| Mtel WINBET (на гърба) |            |

### Екипи през сезон 2018 – 2019
За сезон 2018/19 отново е избрана екипировка на Adidas. За сезона са избрани екипи mi Team18.
- Първият екип е червена фланелка с бели ленти Adidas отстрани, бяла плетеница на лицевата страна. Бели шорти с червени ленти Adidas и червени чорапи с бели ленти Adidas.
- Вторият екип е бяла фланелка с червени ленти Adidas отстрани, червена плетеница на лицевата страна. Червени шорти с бели ленти Adidas и бели чорапи с червени ленти Adidas.
- Третият екип е жълта фланелка с червени ленти Adidas отстрани, червена плетеница на лицевата страна. жълти шорти с червени ленти Adidas и червени чорапи с бели ленти Adidas.
- За предсезонната подготовка е използвана червена фланелка с тъмночервени елементи по цялата площ и бели Adidas ленти на раменете. Бели шорти с червени ленти Adidas и червени чорапи с бели ленти Adidas.

|                      | Екипировка |
| -------------------- | ---------- |
| Adidas mi Team18     |            |
| Основен спонсор      |            |
| A1 WINBET (на гърба) |            |

### Екипи през сезон 2019 – 2020
За сезон 2019/20 отново е избрана екипировка на Adidas. За сезона са избрани екипи mi Team19.
- Първият екип е червена фланелка с големи бели ленти под ръкавите в които има вписани червени Adidas ленти. Бели шорти с червени ленти Adidas и червени чорапи с бели ленти Adidas.
- Вторият екип е бяла фланелка с големи червени ленти под ръкавите в които има вписани бели Adidas ленти. Червени шорти с бели ленти Adidas и бели чорапи с червени ленти Adidas.
- Третият екип е сива фланелка с червени ленти под ръкавите в които има вписани сиви Adidas ленти. Сиви шорти с червени ленти Adidas и сиви чорапи с червени ленти Adidas.

|                        | Екипировка |
| ---------------------- | ---------- |
| Adidas mi Team19       |            |
| Основен спонсор        |            |
| Mtel WINBET (на гърба) |            |

### Екипи през сезон 2020 – 2021
За сезон 2020/21 отново е избрана екипировка на Adidas. За сезона са избрани екипи mi Authentic 18.
- Първият екип е червена фланелка с бели ленти на раменете. Бели шорти с червени ленти Adidas и червени чорапи с бели ленти Adidas.
- Вторият екип е бяла фланелка с червени ленти на раменете. Червени шорти с бели ленти Adidas и бели чорапи с червени ленти Adidas.

|                        | Екипировка |
| ---------------------- | ---------- |
| Adidas mi Authentic18  |            |
| Основен спонсор        |            |
| Mtel WINBET (на гърба) |            |

### Екипи през сезон 2021 – 2022
За сезон 2021/22 отново е избрана екипировка на Adidas. За сезона са избрани екипи Condivo 21 Primeblue.
- Първият екип е червена фланелка с камофлажни шарки и бели ленти на раменете. Бели шорти с червени ленти Adidas и червени чорапи с бели ленти Adidas.
- Вторият екип е бяла фланелка с камофлажни шарки и червени ленти на раменете. Червени шорти с бели ленти Adidas и бели чорапи с червени ленти Adidas.
- Трети екип е черна фланелка с камофлажни шарки и бели ленти на раменете. Бели шорти с черни ленти Adidas и черни чорапи с бели ленти Adidas.

|                             | Екипировка |
| --------------------------- | ---------- |
| Adidas Condivo 21 Primeblue |            |
| Основен спонсор             |            |
| WINBET Mtel (на гърба)      |            |

### Екипи през сезон 2022 – 2023
За сезон 2022/23 е подписан договор с италианската фирма Macron. 
- Първият екип червена фланелка по специален за ЦСКА дизайн с бяла яка. Бели шорти и червени чорапи.
- Вторият екип е черно-сиво райе със сиви ръкави преливащи на полутон в сиво. Черни шорти и черни чорапи.
- Третият екип е бяло-светлосиво райе с червени ръкави преливащи на полутон в бяло. Бели шорти и бели чорапи.
- Четвъртият екип е изцяло червена фланелка. Червени шорти и червени чорапи.

- ЦСКА II играе с модела Alhena като основният екип е изцяло червен, а резервният бял. Изполват се и вариации между червеният е белият екип.

|                         | Екипировка |
| ----------------------- | ---------- |
| Macron                  |            |
| Основен спонсор         |            |
| WINBET Haval (на гърба) |            |

### Екипи през сезон 2023 – 2024
За сезон 2023/24 отново е избрана екипировка на италианската фирма Macron. 
- Първият екип е червена фланелка по специален за ЦСКА дизайн с ръкави в бордо изпъстрени с геометрични форми, в долният ляв ъгъл е изписано на глаголица ЦСКА ( ⰜⰔⰍⰀ ). Логата на Macron и спонсора, както и емблемата на ЦСКА са в златисто. Основните шорти са бели със златисти лога на Macron и златно-червена емблема. Чорапите са червени в бели емблеми на Macron.
- Вторият екип е изцяло бял с фино сиво райе от модела Halley. Логата на Macron са в черно, на спонсора в червено. Шортите са бели с червени номера. Чорапите са бели.
- Третият екип е изцяло черен с фино сиво райе от модела Halley. На мястото на емблемата се използва юбилейното лъвче в бяло. Логата на Macron и на спонсора са в бяло. Шортите са черни с бели номера. Чорапите са черни.

|                         | Екипировка |
| ----------------------- | ---------- |
| Macron                  |            |
| Основен спонсор         |            |
| WINBET Haval (на гърба) |            |

### Екипи през сезон 2024 – 2025
За сезон 2024/25 отново е избрана екипировка на италианската фирма Macron. 
- Основният екип е червена фланелка отново по специален за ЦСКА дизайн с ръкави в бяло, бели странични панели и бяла яка. На лявият ръкав има нашивка „Кръвна група ЦСКА“, а в долната лява част на екипа има QR код към страницата на „Фондация ЦСКА“. 5% от печалбата от продадена фланелка отива за фондацията. На гърба е изобразено българско бойно знаме, което е дарено на ЦСКА от Съвместното командване на специалните операции на Българската армия и присъства на всеки мач на армейците. Шортите са изчистени бели, а чорапите са червени.
- Вторият екип е бяла фланелка от модела Wyvern Eco със червено деколте, червени подгъви на ръкава и сиви шарки. Емблемата, логото на спонсора и на Macron са в червено. Шортите и чорапите са изчистени бели. Основен спонсор върху екипа е Winbet.

|                        | Екипировка |
| ---------------------- | ---------- |
| Macron                 |            |
| Основен спонсор        |            |
| WINBET Mtel (на гърба) |            |

### Екипи през сезон 2025 – 2026
За сезон 2025/26 отново е избрана екипировка на италианската фирма Macron. 
- Основният екип включва червена фланелка със специален дизайн, създаден специално за клуба и базиран на модела Themis. Тениската е в наситено червено с ромбовидни елементи, а ръкавите и раменете са в бордо. Логата на спонсора Winbet и на Macron са в бяло, а клубната емблема е в пълноцветен вариант. В долния ляв ъгъл на фланелката е разположен специален QR код, който води към уебсайт, посветен на последния мач на ЦСКА на стария стадион „Българска армия“. Шортите са червени с бордо елементи в долната част, а чорапите – също в червено.

|                        | Екипировка |
| ---------------------- | ---------- |
| Macron                 |            |
| Основен спонсор        |            |
| WINBET Mtel (на гърба) |            |